# Kościół Najświętszego Serca Pana Jezusa w Suwałkach

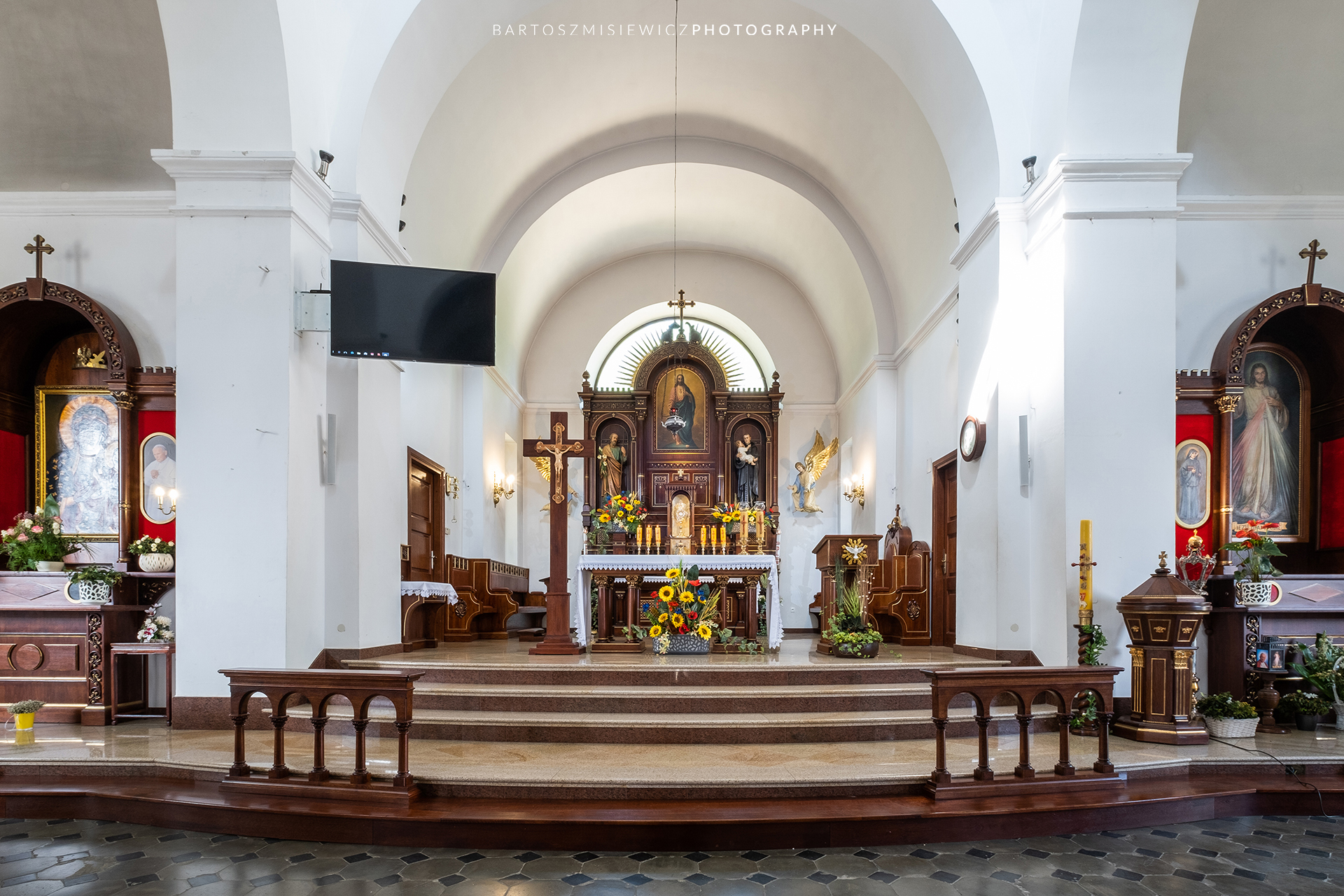
Ołtarz główny Kościoła Najświętszego Serca Pana Jezusa (fot. B. Misiewicz)

Kościół Najświętszego Serca Pana Jezusa w Suwałkach – kościół został zbudowany w latach 1838–1840 jako świątynia prawosławna pod wezwaniem Zaśnięcia Najświętszej Marii Panny.
Dziś z projektu Henryka Marconiego zachowały się jedynie dwie wieże. W 1923 cerkiew została przebudowana na kościół katolicki. Obecnie kościół parafialny, mieszczący się przy ulicy Adama Mickiewicza.

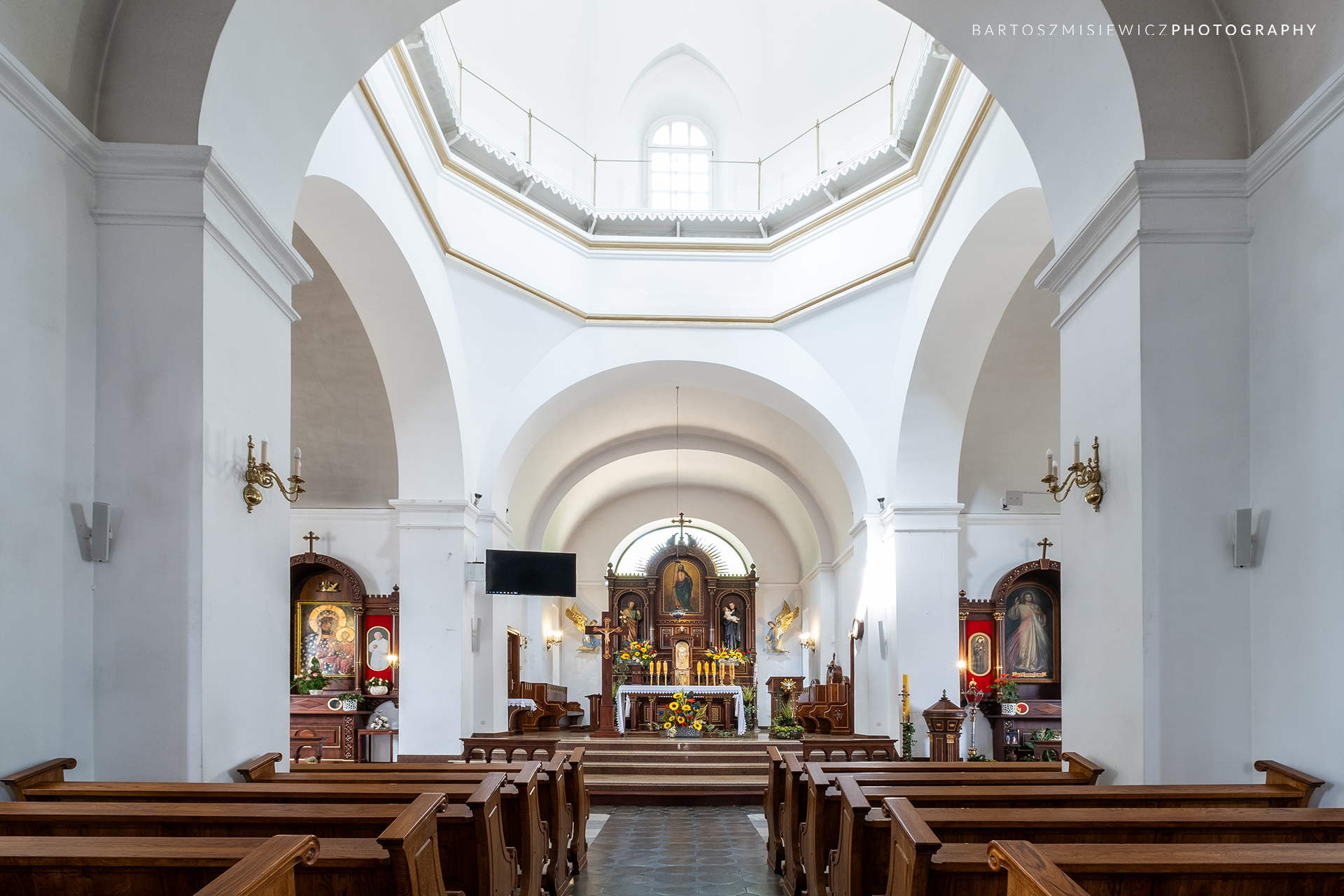
Wnętrze Kościoła Najświętszego Serca Pana Jezusa (fot. B. Misiewicz)